# Маунт-Плезант (Північна Кароліна)
Маунт-Плезант (англ. Mount Pleasant) — місто (англ. town) в США, в окрузі Каберрус штату Північна Кароліна. Населення — 1671 особа (2020).

## Географія
Маунт-Плезант розташований за координатами 35°24′25″ пн. ш. 80°25′58″ зх. д. / 35.40694° пн. ш. 80.43278° зх. д. (35.406972, -80.432684).  За даними Бюро перепису населення США в 2010 році місто мало площу 8,65 км², уся площа — суходіл.

## Демографія
Згідно з переписом 2010 року, у місті мешкали 1652 особи в 619 домогосподарствах у складі 439 родин. Густота населення становила 191 особа/км².  Було 689 помешкань (80/км²).
Расовий склад населення:
| - 94,3 % — білих - 4,0 % — чорних або афроамериканців - 0,7 % — азіатів - 0,1 % — корінних американців |

До двох чи більше рас належало 0,4 %. Частка іспаномовних становила 1,8 % від усіх жителів.
За віковим діапазоном населення розподілялося таким чином: 25,4 % — особи молодші 18 років, 59,5 % — особи у віці 18—64 років, 15,1 % — особи у віці 65 років та старші. Медіана віку мешканця становила 40,4 року. На 100 осіб жіночої статі у місті припадало 91,2 чоловіків;  на 100 жінок у віці від 18 років та старших — 85,0 чоловіків також старших 18 років.
Середній дохід на одне домашнє господарство  становив 71 397 доларів США (медіана — 55 398), а середній дохід на одну сім'ю — 80 887 доларів (медіана — 69 338). Медіана доходів становила 45 395 доларів для чоловіків та 40 063 долари для жінок. За межею бідності перебувало 7,9 % осіб, у тому числі 9,3 % дітей у віці до 18 років та 6,7 % осіб у віці 65 років та старших.
Цивільне працевлаштоване населення становило 811 осіб. Основні галузі зайнятості: освіта, охорона здоров'я та соціальна допомога — 21,0 %, роздрібна торгівля — 18,1 %, виробництво — 14,4 %.